# 이원녕
이원녕은 롯데 자이언트의 전 야구 선수다. 배우자는 가수 정종숙이다. 선수 시절 31경기 연속 안타를 치며 이 부문 신기록을 세웠던 바 있다. 이후 1982년 MBC 청룡의 창단 멤버로 입단할 뻔했지만 계약이 성사되지 않으며 무산되었다.

## 같이 보기
- 1979년 롯데 자이언트 시즌